# Rodolfo II d'Asburgo (1270-1290)
Rodolfo II d'Asburgo (1270 – Praga, 10 maggio 1290) fu duca d'Austria dal dicembre 1282 al 1º giugno 1283 assieme al fratello Alberto I e duca di Svevia dal 1289 al 1290.

## Biografia
Era l'ultimo figlio di Rodolfo I d'Asburgo, dal 1273 Re dei Romani, e di Gertrude di Hohenberg.
Nel dicembre 1282 divenne duca d'Austria e Stiria assieme al fratello Alberto I, ma, con il trattato di Rheinfelden (1º giugno 1283), dovette rinunciare a tutti i suoi diritti in favore di questi. Sposò nel 1289 Agnese di Boemia (1269-1296), figlia di Ottocaro II di Boemia e di Cunegonda di Slavonia, dalla quale ebbe un figlio, Giovanni. Morì lo stesso anno della nascita del figlio, a soli 20 anni.
Il padre Rodolfo lo aveva inoltre nominato duca di Svevia, la regione della Germania dove nel 1268 si era estinta la dinastia degli Hohenstaufen, a causa dell'uccisione di Corradino avvenuta a Napoli, e dove gli Asburgo stavano acquistando sempre maggiore potenza.
Il fatto che Alberto non avesse adeguatamente ricompensato Rodolfo per la rinuncia fatta da questi nel 1283, causò tensioni nella casa d'Asburgo, che portarono all'assassinio di Alberto I da parte del nipote, il figlio di Rodolfo, Giovanni Parricida, nel 1308.

## Ascendenza
|                         |                          |                           | Genitori                           |  |  | Nonni |  |  | Bisnonni           |  |  | Trisnonni            |  |
|                         |                          |                           |                                    |  |  |       |  |  | Rodolfo il Vecchio |  |  | Alberto III il Ricco |  |
|                         |                          |                           |                                    |  |  |       |  |  | Rodolfo il Vecchio |  |  | Alberto III il Ricco |  |
|                         |                          | Ida di Pfullendorf        |                                    |  |  |       |  |  | Rodolfo il Vecchio |  |  |                      |  |
| Alberto IV il Saggio    |                          |                           |                                    |  |  |       |  |  | Rodolfo il Vecchio |  |  |                      |  |
|                         |                          | Agnese di Staufen         | Goffredo di Staufen                |  |  |       |  |  |                    |  |  |                      |  |
|                         |                          | Agnese di Staufen         | Goffredo di Staufen                |  |  |       |  |  |                    |  |  |                      |  |
|                         |                          | Agnese di Staufen         | …                                  |  |  |       |  |  |                    |  |  |                      |  |
| Rodolfo I d'Asburgo     |                          | Agnese di Staufen         |                                    |  |  |       |  |  |                    |  |  |                      |  |
|                         |                          | Ulrico III di Kyburg      | Hartmann III di Dillingen e Kiburg |  |  |       |  |  |                    |  |  |                      |  |
|                         |                          | Ulrico III di Kyburg      | Hartmann III di Dillingen e Kiburg |  |  |       |  |  |                    |  |  |                      |  |
|                         |                          | Ulrico III di Kyburg      | Richenza di Lenzburg               |  |  |       |  |  |                    |  |  |                      |  |
| Edvige di Kyburg        |                          | Ulrico III di Kyburg      |                                    |  |  |       |  |  |                    |  |  |                      |  |
|                         |                          | Anna di Zähringen         | Bertoldo IV di Zähringen           |  |  |       |  |  |                    |  |  |                      |  |
|                         |                          | Anna di Zähringen         | Bertoldo IV di Zähringen           |  |  |       |  |  |                    |  |  |                      |  |
|                         |                          | Anna di Zähringen         | Elvige di Frohburg                 |  |  |       |  |  |                    |  |  |                      |  |
| Matilde d'Asburgo       |                          | Anna di Zähringen         |                                    |  |  |       |  |  |                    |  |  |                      |  |
|                         | Burcardo IV di Hohenberg | Burcardo III di Hohenberg |                                    |  |  |       |  |  |                    |  |  |                      |  |
|                         | Burcardo IV di Hohenberg | Burcardo III di Hohenberg |                                    |  |  |       |  |  |                    |  |  |                      |  |
|                         | Burcardo IV di Hohenberg | Cunegonda di Grünberg     |                                    |  |  |       |  |  |                    |  |  |                      |  |
| Burcardo V di Hohenberg | Burcardo IV di Hohenberg |                           |                                    |  |  |       |  |  |                    |  |  |                      |  |
|                         |                          | Valpurga di Aichelberg    | Luitoldo di Aichelberg             |  |  |       |  |  |                    |  |  |                      |  |
|                         |                          | Valpurga di Aichelberg    | Luitoldo di Aichelberg             |  |  |       |  |  |                    |  |  |                      |  |
|                         |                          | Valpurga di Aichelberg    | ? di Otterswang                    |  |  |       |  |  |                    |  |  |                      |  |
| Gertrude di Hohenberg   |                          | Valpurga di Aichelberg    |                                    |  |  |       |  |  |                    |  |  |                      |  |
|                         |                          | Rodolfo II di Tubinga     | Rodolfo I di Tubinga               |  |  |       |  |  |                    |  |  |                      |  |
|                         |                          | Rodolfo II di Tubinga     | Rodolfo I di Tubinga               |  |  |       |  |  |                    |  |  |                      |  |
|                         |                          | Rodolfo II di Tubinga     | Matilde di Gleiberg                |  |  |       |  |  |                    |  |  |                      |  |
| Matilde di Tubinga      |                          | Rodolfo II di Tubinga     |                                    |  |  |       |  |  |                    |  |  |                      |  |
|                         |                          | ? di Ronsberg             | Enrico di Ronsberg                 |  |  |       |  |  |                    |  |  |                      |  |
|                         |                          | ? di Ronsberg             | Enrico di Ronsberg                 |  |  |       |  |  |                    |  |  |                      |  |
|                         |                          | ? di Ronsberg             | Udihilda di Gammertingen           |  |  |       |  |  |                    |  |  |                      |  |
|                         |                          | ? di Ronsberg             |                                    |  |  |       |  |  |                    |  |  |                      |  |